# Саксен-Веймар-Эйзенах
Герцогство Саксен-Веймар-Эйзенахское (нем. Herzogtum Sachsen-Weimar-Eisenach) — германское княжество, существовавшее с 1809 по 1918 годы. В 1815 году решением Венского конгресса герцогство было преобразовано в Великое герцогство Саксен-Веймар-Эйзенах. В 1877 году название было официально сменено на Великое герцогство Саксонское (нем. Großherzogtum Sachsen), но это имя осталось редко употребительным.
После Ноябрьской революции стало свободным государством, которое в 1920 году было включено в состав Тюрингии.

## История
Герцогство Саксен-Веймар-Эйзенахское было образовано в 1809 году из двух эрнестинских герцогств Саксен-Веймар и Саксен-Эйзенах, находящихся в личной унии с 1741 года. Герцогом новообразованного государства стал герцог Саксен-Веймара Карл-Август, управлявший обоими герцогствами с 1775 года.
К моменту объединения, Веймар и Иена сделались центром интеллектуальной жизни Германии; герцог привлек туда Гёте, Шиллера, Гердера, с которыми, особенно с первым, находился в самых дружеских отношениях. Саксен-Веймар-Эйзенах был в эту эпоху наиболее свободным государством Германии; печать и университетская наука нигде не пользовались бо́льшим простором.
В области иностранной политики Карл-Август был решительным врагом Наполеона и лично, в качестве генерала прусской армии, принимал участие в войне 1806 года. В 1807 году герцог вынужден был присоединиться к Рейнскому союзу, но в 1813 году он поспешно перешел на сторону союзников. Венский конгресс присоединил к его владениям около 1700 км² (за счёт Саксонии и великого герцогства Франкфурт) и возвел их на степень великого герцогства.
В 1816 году Карл-Август добровольно даровал своему государству либеральную, хотя и не чуждую сословного характера конституцию, первую в Германии, и с трудом отстоял её против реакционных поползновений Меттерниха; постановлениям германского сейма о печати, университетах и т. п. он должен был подчиниться.
Его сын, Карл-Фридрих, продолжал политику отца, но с меньшей твердостью и последовательностью. В 1834 году Саксен-Веймар-Эйзенах присоединился к Германскому таможенному союзу. Революция 1848 года затронула и Саксен-Веймар-Эйзенах; великий герцог призвал в министерство вождя либеральной оппозиции в ландтаге фон-Виденбругка, согласился на передачу доменов в собственность государства и на ряд других реформ. Во время реакции следующих лет демократический избирательный закон был заменен другим и восстановлены домены как собственность великого герцога, хотя под государственным управлением.
Новый великий герцог, Карл-Александр, сын Карла-Фридриха, вновь призвал к власти консерватора Вацдорфа; однако реакция в Саксен-Веймар-Эйзенахе не достигла до такой степени, как в других государствах Германии. От её крайностей спасали, может быть, традиции Саксен-Веймарского дома и унаследованная великим герцогом любовь к литературе и искусству. Он поднял веймарский театр на значительную высоту, основал в Веймаре школу изящных искусств, содействовал процветанию Иенского университета. В политике он стоял безусловно на стороне Пруссии, в 1866 году вотировал на сейме против Австрии и в том же году присоединился к Северогерманскому Союзу, а в 1867 году заключил военную конвенцию с Пруссией.

## Правители
- Карл-Август (1809—1828), с 1815 — великий герцог
- Карл-Фридрих (1828—1853)
- Карл-Александр (1853—1901)
- Вильгельм-Эрнест (1901—1918)

## Административное деление
Территория Саксен-Веймар-Эйзенаха делилась на 3 района:
- Веймарский район
- Эйзенахский район
- Нойштадский район

## Силовые структуры
- Саксонская великогерцогская армия
  - Пехотный полк
  - Пехотный полк ландвера
    - Батальон ландвера Веймара (Landwehr-Bataillon Weimar)
    - Батальон ландвера Айзенаха (Landwehr-Bataillon Eisenach)
- Саксонская великогерцогская полиция